# استقلال، ناحیه دیواشتیچ
استقلال (ناحیه دیواشتیچ) (پیشتر: ایتورچی) یک منطقهٔ مسکونی در تاجیکستان است که در ولایت سغد واقع شده‌است.